# Tkanka okrywająca
Tkanka okrywająca – jedna z tkanek roślinnych. Tkanki okrywające występują na powierzchni roślin. Do tkanek tych należą:
- skórka – dzieląca się na epidermę okrywającą pęd i ryzodermę na korzeniu,
- hipoderma, hypoderma, skórnia – położona bezpośrednio pod skórką i dodatkowo ochraniająca wnętrze pędu,
- egzoderma, podskórnia – na starszych korzeniach zachowujących przez całe życie budowę pierwotną zastępuje skórkę,
- endoderma (botanika), śródskórnia – tkanka okrywająca walec osiowy,
- peryderma, korkowica – na starszych łodygach zastępuje skórkę.